# سیاهرگ ریوی
سیاهرگ ریوی رگ‌های خونی بزرگی هستند که اکسیژن را از شش‌ها دریافت می‌کنند و به دهلیز چپ قلب می‌برند. چهار سیاهرگ ریوی در بدن هر فرد وجود دارد. (دو تا در هر شش)

## ساختار
دو سیاهرگ از ریشه ریه نشات می‌گیرند و اکسیژن را از سه یا چهار رگ برونشیال دریافت می‌کنند دهلیز چپ می‌فرستند. سیاهرگ‌های فوقانی و تحتانی از هر ریه تخلیه می‌شوند پس در مجموع چهار سیاهرگ ریوی وجود دارد. سیاهرگ‌های ریوی در کنار پیراشامه ثابت شده‌اند. وریدهای ریوی در کنار شریانهای ریوی خونرسانی می‌کنند.

## نگارخانه

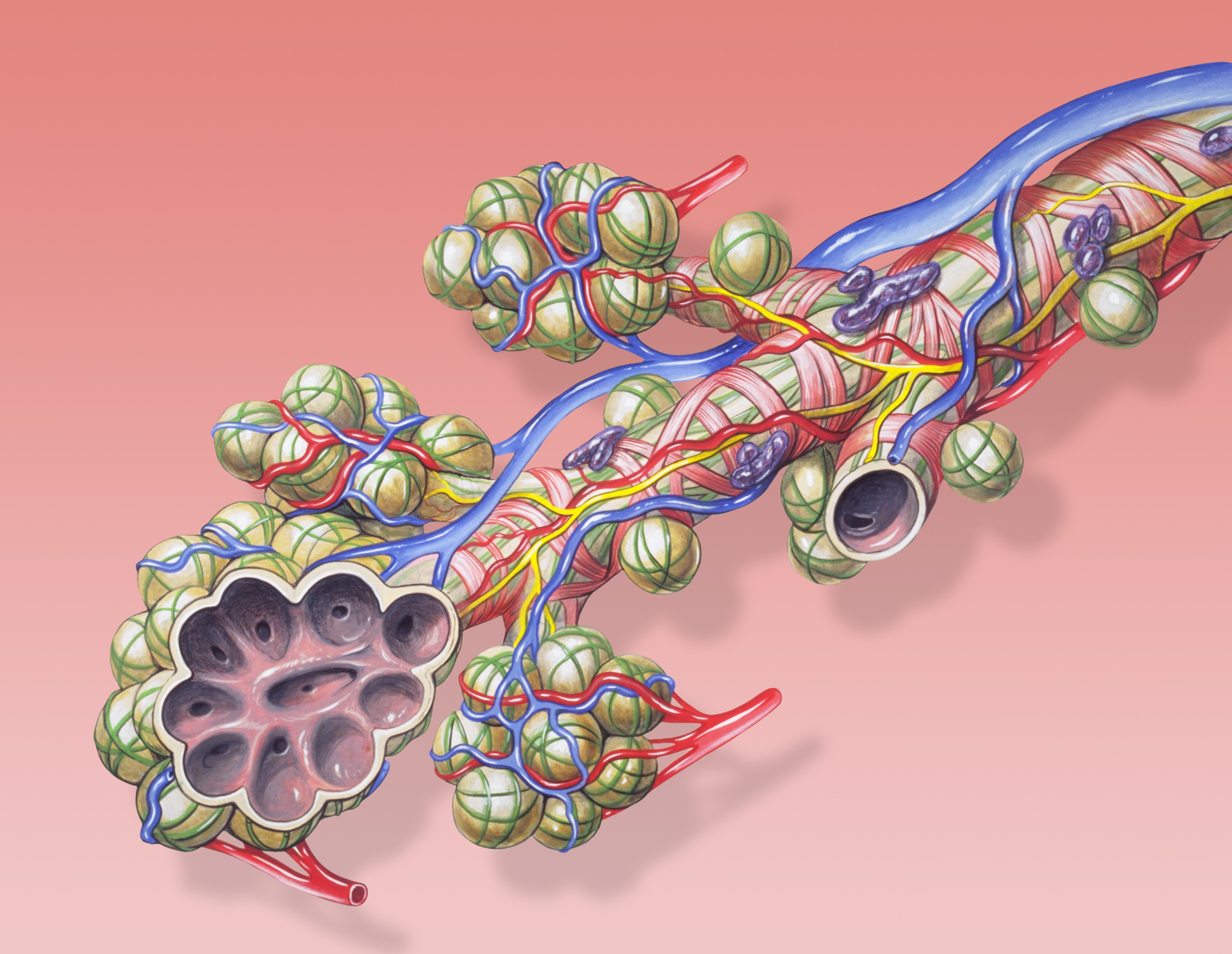
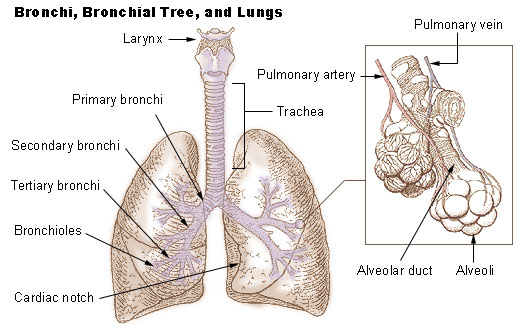
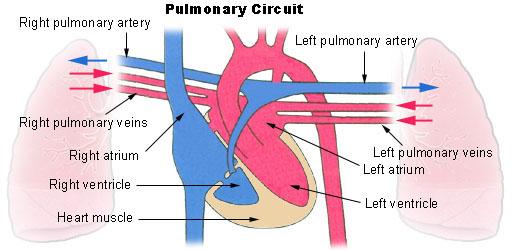
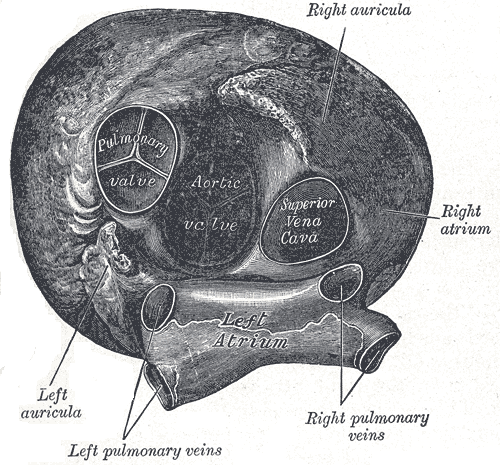
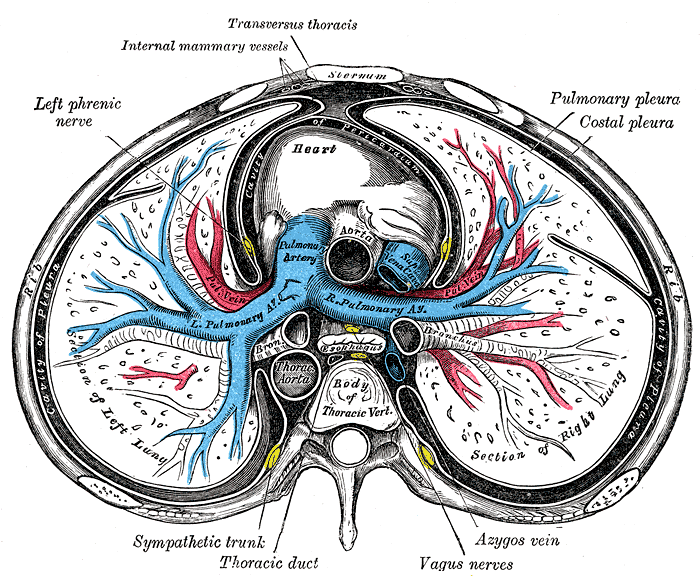
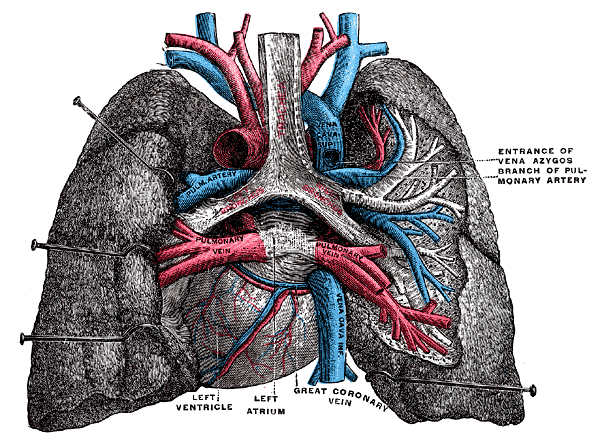
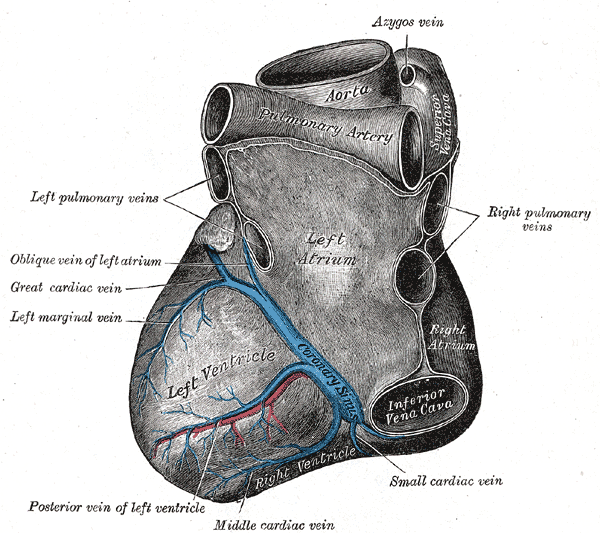
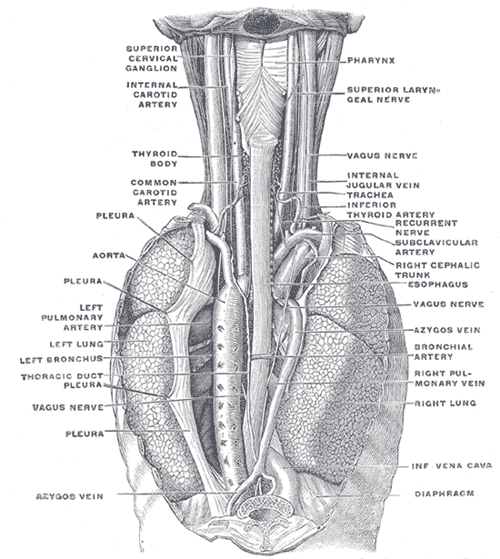